# Zeschdorf
Zeschdorf település Németországban, azon belül Brandenburgban. Lakosainak száma 1272 fő (2023. december 31.). Zeschdorf Lebus, Fichtenhöhe és Treplin községekkel határos.

## Népesség
A település népességének változása:
| Lakosok száma | 1253 | 1263 | 1256 | 1292 | 1272 |
|               | 2017 | 2019 | 2021 | 2022 | 2023 |